# Catallagia sculleni
Catallagia sculleni är en loppart som beskrevs av Hubbard 1940. Catallagia sculleni ingår i släktet Catallagia och familjen mullvadsloppor.

## Underarter
Arten delas in i följande underarter:
- C. s. sculleni
- C. s. chamberlini
- C. s. rutherfordi